# Коммунистическая партия Ирландии
Коммунистическая партия Ирландии (КПИ; ирл. Páirtí Cumannach na hÉireann) — коммунистическая партия в Ирландии (в Республике Ирландия и в Северной Ирландии).

## Предпосылки создания
В 1921 году Социалистическая партия Ирландии, сама являвшаяся возрождённой в 1909 году Ирландской социалистической рабочей партией (основанной ещё в 1896 году при участии ведущего ирландского марксистского революционера Джеймса Коннолли), изменила своё название и стала называться Коммунистическая партия Ирландии. Партия была принята в Коминтерн. Хотя к левым идеям склонялось множество бойцов ирландского национально-освободительного движения (в том числе в Шинн Фейн и ИРА), однако в условиях, сложившихся после гражданской войны, в 1924 году Коммунистическая партия была распущена.

## История
Современная Коммунистическая партия Ирландии была основана на основе Революционных рабочих групп в июне 1933 года на учредительном съезде в Дублине как единая всеирландская организация, объединяющая коммунистов севера и юга Ирландии. Вскоре партия вошла в Коминтерн. В принятом съездом манифесте «Путь Ирландии к свободе» главной целью партии называлась борьба за создание рабоче-крестьянской республики в Ирландии.
Члены КПИ составляли большинство ирландских добровольцев, воевавших на стороне республиканцев в Гражданской войне в Испании 1936—1939 годов.

### Период раздельного существования компартий на Севере и Юге
В 1940 году деятельность КПИ в Республике Ирландия была прекращена. В южной части острова компартия была восстановлена в 1948 под названием Ирландская рабочая лига (в 1962 году переименована в Ирландскую рабочую партию (ИРП). На 4-й национальной конференции в 1962 году была принята программа партии ИРП «Независимая Ирландия».
Партийные организации Северной Ирландии приняли название Коммунистической партии Северной Ирландии (КПСИ). 11-й съезд КПСИ в 1962 году принял программу «Путь Ирландии к социализму».
КПСИ и ИРП поддерживали между собой постоянный контакт, принимая в ряде случаев совместные решения по важнейшим вопросам. Разделяя общую просоветскую ориентацию в условиях советско-китайского разрыва, обе партии приняли участие в международных Совещаниях коммунистических и рабочих партий в Москве 1960 и 1969 годов. Впрочем, в 1968 году ИРП выступила с осуждением советского вторжения в Чехословакию, хотя лидер партии Майкл О’Риордан его поддержал.
В 1968—1970 годах в условиях роста движения за гражданские права в Северной Ирландии КПСИ и ИРП приняли решение о воссоздании единой марксистско-ленинской партии Ирландии. Такие заявления содержатся в резолюции чрезвычайной конференции ИРП (1 марта 1970) и 14-го съезда КПСИ (13—14 марта 1970). Чрезвычайный объединительный съезд КПСИ и ИРП (Белфаст, 15 марта 1970) принял официальное решение об объединении КПСИ и ИРП в единую Коммунистическую партию Ирландии, утвердил устав и манифест КПИ «За единство и социализм». В манифесте конечной целью деятельности КПИ провозглашается «создание новой Ирландии, то есть свободной, объединённой, социалистической страны».
В 1960—1970-е годы численность рядов партии (по оценкам Госдепартамента США, составлявшая на середину 1960-х порядка 100 человек) неуклонно росла. Ряд представителей партии (в частности, Майкл О’Риордан) принимали активное участие в Дублинском комитете действия по жилищному хозяйству. К 1976 году из партии вышло еврокоммунистическое «Ирландское марксистское общество», продвигавшее идеи марксистского феминизма и впоследствии присоединившееся к Ирландской лейбористской партии. В 1980-х годах поддержка КПИ падала по мере усиления Рабочей партии Ирландии (марксистской партии, образовавшейся в результате раскола Шинн Фейн в 1970 году под названием «Официальная Шинн Фейн»).

## Текущее положение

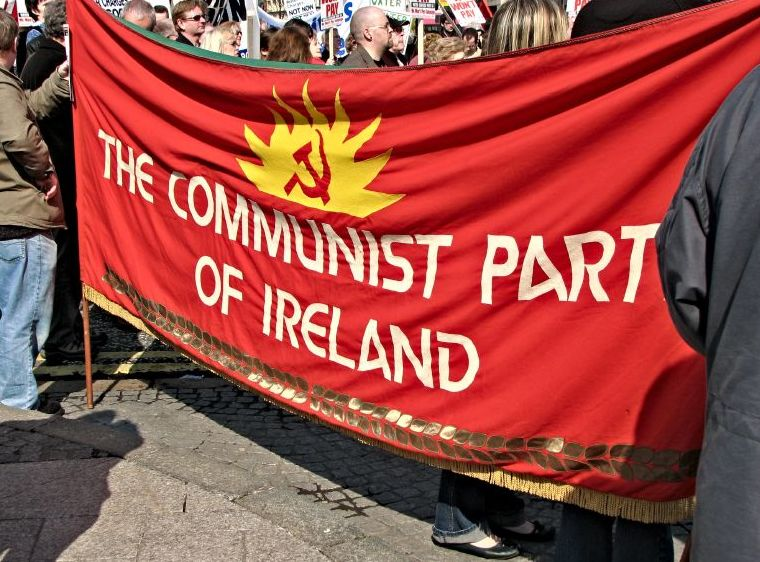
Растяжка КПИ на демонстрации в Белфасте. 2007 год.

Основная цель КПИ на текущий момент — достижение поддержки большинства ирландского народа для ликвидации капиталистической системы и построения социализма. Она активно противостоит политике неолиберализма и критично относится к Европейскому Союзу. КПИ поддерживает тесные отношения с коммунистическими и рабочими партиями других стран, выражает солидарность с Кубой и Венесуэлой.
Пост секретаря партии занимает Юджин Маккартан. Партия выпускает еженедельную газету «Единство» (Unity; Белфаст) и ежемесячную газету «Голос социалиста» (Socialist Voice; Дублин).
Партия пользуется значительным влиянием в профсоюзном движении и принимает активное участие в Североирландской ассоциации гражданских прав.
Молодёжной организацией КПИ является Молодёжное движение имени Коннолли, названное в честь ирландского революционера Джеймса Коннолли.

## Лидеры КПИ
- Шон Мюррей (генеральный секретарь КП Ирландии, 1933-40, КП Северной Ирландии в 1942-60, председатель КП Северной Ирландии в 1960-61).
- Шон Нолан (руководитель Исполкома Ирландской рабочей лиги с 1948).
- Эндрю Барр (председатель КП Ирландии в 1970-83).
- Майкл О’Риордан (председатель Рабочей лиги Ирландии в 1948-51, генеральный секретарь в 1951—1970, генеральный секретарь КП Ирландии в 1970-84, национальный председатель с мая 1984).
- Джеймс Стюарт (Генеральный секретарь КП Ирландии в 1984—2002, затем национальный председатель).
- Юджин Маккартан (Генеральный секретарь с 2002).